# مقاطعة مونرو (فرجينيا الغربية)
مقاطعة مونرو هي مقاطعة في فيرجينيا الغربية، بلغ عدد سكانها 13٬502  نسمة، في 2010، عاصمتها يونيون، تبلغ مساحتها 1٬227 كيلومتر مربع.

## الموقع
تشترك في الحدود مع:
- مقاطعة غرينبريه (فرجينيا الغربية).

## أعلام
- روي هارفي
- كريستوفر باين